# Baron Silkin
Baron Silkin, of Dulwich in the County of London, ist ein erblicher britischer Adelstitel in der Peerage of the United Kingdom.
Der Titel wurde am 4. Juli 1950 dem Unterhausabgeordneten der Labour Party Lewis Silkin verliehen, anlässlich seines Ausscheidens aus dem Amt des Ministers für Städteplanung.
Sowohl sein Sohn, der 2. Baron, am 18. Mai 1972 als auch dessen Neffe, der 3. Baron, am 4. April 2002 haben gemäß dem Peerage Act 1963 auf Lebenszeit ihren Verzicht auf den Titel erklärt. Der Titel ruht seither.

## Liste der Barone Silkin (1950)
- Lewis Silkin, 1. Baron Silkin (1889–1972)
- Arthur Silkin, 2. Baron Silkin (1916–2001) (Titelverzicht 1972)
- Christopher Silkin, 3. Baron Silkin (* 1947) (Titelverzicht 2002)

Voraussichtlicher Titelerbe (Heir Presumptive) ist der Cousin des aktuellen Titelinhabers, Rory Silkin (* 1954).